# 洛卡斯特格羅夫 (喬治亞州)
洛卡斯特格羅夫（英語：Locust Grove）是一個位於美國喬治亞州亨利縣的城市。

## 地理
洛卡斯特格羅夫的座標為33°20′44″N 84°06′18″W / 33.34556°N 84.10500°W，而該地的平均海拔高度為255米（即837英尺）。

## 人口
根據2010年美國人口普查的數據，洛卡斯特格羅夫的面積為28.10平方千米，當中陸地面積為27.60平方千米，而水域面積為0.50平方千米。當地共有人口5402人，而人口密度為每平方千米192.24人。